# John Prime
John Prime (1549/50 - 11/12 de abril de 1596) foi um clérigo da Igreja da Inglaterra e pregador protestante durante o reinado da Rainha Elizabeth I.
Ele nasceu em Holywell, Oxford, filho de Anthony Wood. A partir de 1564 ele foi bolsista do Winchester College e a partir de 1569 foi bolsista do New College, Oxford (foi nomeado bolsista em 1571). Em 1572 ele recebeu um BA em 1572 e em 1576 um MA. Em 1575 ele foi ordenado, e em 1581 foi premiado com uma licença de pregação e recebeu os graus de BTh (1584) e DTh (1588).
Em 1583 foi lançado o seu A Short Treatise of the Sacraments, que ele dedicou a Sir Francis Walsingham. Ele atacou a tradução católica de Rheims do Novo Testamento no seu Fruitefull and Briefe Discourse...of Nature...[and] of Grace e adquiriu a reputação de pregador ferozmente pró-protestante. Ele também foi contra Martin Marprelate.